# Nikola Lončar
Nikola Lončar (cyr. Никола Лончар, ur. 31 maja 1972 w Kragujevacu) – serbski koszykarz występujący na pozycji rzucającego obrońcy, reprezentant Jugosławii, posiadający także hiszpańskie obywatelstwo, wicemistrz olimpijski, mistrz świata i Europy, po zakończeniu kariery zawodniczej trener koszykarski, obecnie menadżer klubu Radnički 1950.

## Osiągnięcia
Na podstawie, o ile nie zaznaczono inaczej.

### Drużynowe
- Mistrz:
  - Klubowego Pucharu Europy (1992)
  - Jugosławii (1992, 1995)
- Wicemistrz Hiszpanii (2004)
- 4. miejsce w:
  - Klubowym Pucharze Europy (1996)
  - turnieju McDonald’s Championship (1995)
- Zdobywca Pucharu Jugosławii (1992, 1994, 1995)
- Finalista Pucharu Jugosławii (1993)
- 3. miejsce w Pucharze Hiszpanii (1996)
- Uczestnik międzynarodowych rozgrywek:
  - Euroligi/Klubowego Pucharu Europy (1991/1992, 1995/1996, 1997/1998, 2004/2005)
  - Eurocup (2002–2004)
  - pucharu:
    - Saporty (1989/1990, 1998/1999 – TOP 8)
    - Koracia (1997 – TOP 16)

### Indywidualne
- Uczestnik meczu gwiazd ligi francuskiej (1998)

### Reprezentacja
Seniorów
- Mistrz:
  - świata (1998)[5]
  - Europy (1997)[6]
- Wicemistrz:
  - olimpijski (1996)[7][8][9]
  - turnieju FIBA Diamond Ball (2000)[10]
- Brązowy medalista mistrzostw Europy (1999)[11]

Młodzieżowa
- Wicemistrz Europy U–16 (1989)[12]
- Uczestnik mistrzostw:
  - świata U–19 (1991 – 4. miejsce)[13]
  - Europy U–18 (1990 – 5. miejsce)[14]